# Liptena xantha
Liptena xantha är en fjärilsart som beskrevs av Grose-smith 1901. Liptena xantha ingår i släktet Liptena och familjen juvelvingar. Inga underarter finns listade i Catalogue of Life.